# Клепетуша (лист)
Клепетуша је рукописни омладински хумористичко-сатирични лист који је излазио у Београду највероватније од 1908. до 1909. Доступан је први број из друге године излажења (школска година 1909/1910) у Народној библиотеци Србије.

## Покретање листа
Лист су покренули школске 1908/1909. године матуранти Прве београдске гимназије у сарадњи са друговима из Друге и Треће  гимназије.
Лист је требало да доноси вести из београдских средњих школа.
Народна библиотека Србије чува први број из друге године излажења (школска 1909/1910): „Како је на публикацији наведен само црквени празник (Санта Параскева), без године излажења, можемо претпоставити да је сачувани број изашао 14/27. октобра 1909. године.“

## Уредници и сарадници
Лист је издавао тзв. „Тријумвират“ који су сачињавали Никола Кешељевић (наведен као уредник Никола Кеша), Јаков Конфино и Александар Прокић (алијас „Аца Прока“).
Аутор карикатура се у листу потписивао као „Ијо“. То је највероватније био псеудоним Жака Конфина, будућег лекара и једног од уредника „Јежа“.

## Тематика
Клепетуша је доносила шаљиве песме и приче, епиграме, расправе, огласе, фељтон, одговоре уредништва и др.